# Synagoga w Płowdiwie
Synagoga w Płowdiwie (bułg. Пловдивска синагога, Płowdiwska sinagoga) – synagoga znajdująca się w Płowdiwie, jedna z dwóch obecnie funkcjonujących w Bułgarii.

## Historia
Po wyzwoleniu Bułgarii z dominacji osmańskiej w 1878 roku jedną z pierwszych synagog, które wzniesiono, była synagoga Syjon w Płowdiwie. Jej budowę ukończono w 1892 roku. Została zbudowana w pozostałościach małego dziedzińca, w dawnej dużej dzielnicy żydowskiej, zwanej podczas rządów tureckich Orta Mezar, która przed II wojną światową liczyła 7000 mieszkańców. Jest to jeden z najlepiej zachowanych przykładów tzw. synagog w stylu osmańskim na Bałkanach. Wnętrze zdobi wenecki żyrandol ze szkła, a wszystkie powierzchnie są pokryte skomplikowanymi, mauretańskimi wzorami geometrycznymi wzorami, które dawniej miały barwę jasnych zieleni oraz błękitów. Zwoje Tory trzymane są w pozłacanym Aron ha-kodesz.

## Obecnie
Obecnie społeczność żydowska w Bułgarii jest bardzo mała (863 członków w 1994 roku). Jest to spowodowane Holocaustem, sekularyzacją miejscowej ludności żydowskiej spowodowanej wieloletnim komunizmem oraz późniejszą aliją (żydowska imigracja do Izraela).
W 2003 roku synagogę ponownie otwarto podczas uroczystej inauguracji, w której udział wzięli burmistrz miasta oraz ambasadorzy USA i Izraela w Bułgarii. Fundusze na renowację XIX-wiecznej synagogi zostały poniesione przez amerykańską Komisję ds. Zachowania Dziedzictwa Amerykańskiego za Granicą (26 000 USD) oraz londyńską Fundację Charytatywną Hanadiv.